# Marlin (Texas)
Marlin is een plaats (city) in de Amerikaanse staat Texas, en valt bestuurlijk gezien onder Falls County.

## Demografie
Bij de volkstelling in 2000 werd het aantal inwoners vastgesteld op 6628.
In 2006 is het aantal inwoners door het United States Census Bureau geschat op 6158, een daling van 470 (-7.1%).

## Geografie
Volgens het United States Census Bureau beslaat de plaats een oppervlakte van
11,8 km², waarvan 11,7 km² land en 0,1 km² water. Marlin ligt op ongeveer 119 m boven zeeniveau.

## Plaatsen in de nabije omgeving
De onderstaande figuur toont nabijgelegen plaatsen in een straal van 28 km rond Marlin.